# أوتو فين
أوتو فين (بالإنجليزية: Otto Fenn)‏ هو فنان أمريكي، ولد في 1913، وتوفي في 1993.